# Stănești, Adâncata
Stănești, întâlnit și sub forma Stăneștii pe Siret (în ucraineană Станівці, transliterat Stanivți, în rusă Становцы și în germană Stanestie/S.) este un sat reședință de comună în raionul Adâncata din regiunea Cernăuți (Ucraina). Are 2,798 locuitori, preponderent români.
Satul este situat la o altitudine de 387 metri, în partea de centru-est a raionului Adâncata.

## Istorie
Localitatea Stănești a făcut parte încă de la înființare din regiunea istorică Bucovina a Principatului Moldovei. În ianuarie 1775, ca urmare a atitudinii de neutralitate pe care a avut-o în timpul conflictului militar dintre Turcia și Rusia (1768-1774), Imperiul Habsburgic (Austria de astăzi) a primit o parte din teritoriul Moldovei, teritoriu cunoscut sub denumirea de Bucovina. După anexarea Bucovinei de către Imperiul Habsburgic în anul 1775, localitatea Stănești a făcut parte din Ducatul Bucovinei, guvernat de către austrieci, făcând parte din districtul Siret (în germană Sereth).
După Unirea Bucovinei cu România la 28 noiembrie 1918, satul Stănești a făcut parte din componența României, în Plasa Siretului a județului Rădăuți. Pe atunci, majoritatea populației era formată din români.
Ca urmare a Pactului Ribbentrop-Molotov (1939), Bucovina de Nord a fost anexată de către URSS la 28 iunie 1940. Bucovina de Nord a reintrat în componența României în perioada 1941-1944, fiind reocupată de către URSS în anul 1944 și integrată în componența RSS Ucrainene.
Începând din anul 1991, satul Stănești face parte din raionul Adâncata al regiunii Cernăuți din cadrul Ucrainei independente. La recensământul din 1989, numărul locuitorilor care s-au declarat români plus moldoveni era de 2.373 (2.274+99), reprezentând 98,14% din populația localității . În prezent, satul are 2.798 locuitori, preponderent români.

## Așezare geografică
Situat in partea estică a actualului raion Hliboca (raion înființat la 12 noiembiie 1940, având o suprafață de 673 km2 și constituind 8 la sută din teritoriul regiunii Cernăuți), Stăneștii, fiind odinioară un sat de hotar dintre Monarhia Habsburgică, la care a fost încorporat în 1774,
și vechea Moldovă, din trupul căreia a fost smuls prin fraudă și tertipuri diplomatice, se întind de la nord-vest spre sud-est pe o distanță de peste 5 km, iar de la sud la nord — de circa 8 km.
De la nord-vest spre sud-est satul este întretăiat de șoseaua ce leagă Cernăuții de satul Tureatca, Adâncata, șosea pe care mai înainte se circula din capitala Bucovinei până la Dorohoi și invers. Din Stăneștii de Sus pornește o altă șosea, care, trecând prin Oprișeni, Slobozia-Berlinți, Hliboca, Iordănești, Ropcea, duce la Storojineț și de acolo, urmând-o, se poate ajunge, prin Panca și Jadova, Ia Berhomet și la Vijnița. Un alt drum, care își are începutul la extremitatea sud-estică a Stăneștilor de Jos, leagă satul cu comuna învecinată Tereblecea, dar și cu orașul Siret, după ce se contopește cu șoseaua principală Cernăuți-Suceava. Un drum duce și spre satul Mihoreni, sat care până în 1918 s-a aflat în Vechiul Regat, și acest drum poate asigura legătura cu Herța.
Cinci pârâiașe, fără denumiri, întretaie satul și acestea, mai ales primăvara, când se topesc zăpezile, dar și vara, când cad ploi abundente, se umflă și își poartă apele spre pârâul Molnița, mic afluent al Siretului.
Satul, care la 1 ianuarie 2005 a avut 2.970 locuitori și a cărui suprafață, cu tot cu câmpuri, e de 2.099 hectare (până în 1945 Stăneștilor i-au aparținut și 381,9 hectare de pădure), este concentrat în partea sa de sud, iar moșia, adică câmpul, se află în partea sa de nord, fapt care întrucâtva îngreunează ciclul lucrărilor agricole din cauză că unii gospodari trebuie să parcurgă 6-7 kilometri până la ogoarele lor.
Solul este cam sărac, predominând cel podzolic, iar ciornoziomul ocupă doar o mică suprafață. Stăneștenii sunt cultivatori de porumb și cartofi, dar își mai însămânțează ogoarele cu grâu de toamnă, secară, sfeclă de zahăr și furajeră. In perioada în care în sat a existat gospodăria agricolă colectivă, a fost cultivat și inul, o cultură ce le aducea agricultorilor venituri însemnate. Cultivarea acestei culturi era convenabilă și prin faptul ca o fabrică de prelucrare a inului se afla în satul învecinat Tărășeni
Pe teritoriul satului se află patru iazuri, ocupând o suprafață totală de circa 50 hectare. Aici a fost construită
Pe teritoriul satului se află patru iazuri, ocupând o suprafață totală de circa 50 hectare. Aici a fost construită
și funcționează o fabrică modernă de cărămidă. în satul așezat și pe șes, și pe văi și pe dealuri domoale mai există o moară și un gater.
Câmpul este împărțit convențional în parcele mai mari, unele dintre care au denumirile de Dumbrava, Mălăiștea, Rediu, Dealul Crucii, Fântânița, Straja, La Mafiei, La Chiriac, în Cot, La Magazin etc.
Stăneștii se învecinează cu Privorochia la nord-vest, cu Poienii Bucovinei — la sud-est și cu Mihoreni (din Ținutul Herța) — la nord-est. Un frumos șirag de păduri îl dispart de satele Oprișeni, Stârcea, Tereblecea.
La centrul raional Hliboca, situat la o distanță de 18 kilometri de Stănești, se poate ajunge atât prin Oprișeni și Slobozia, cât și prin Privorochia, Tărășeni și Dimca.
Până la sfârșitul perioadei interbelice cea mai apropiată gară feroviară de satul Stănești a fost cea din Tereblecea. "Eliberatorii" au demontat drumul de fier ce lega Adâncata cu orașul Siret și astfel a dispărut și gara din Tereblecea. Gările de cale ferată Adâncata și Vadul-Siretului se află cam la aceeași depărtare de satul nostru Stănești.

## Incursiuni în istorie
Deși o legendă spune că satul l-ar fi ctitorit și lărgit prin lăzuiri viteji oșteni ai lui Ștefan cel Mare după înfrângerea polonilor în bătălia de la Codrii Cosminului (26 noiembrie 1497), prima lui atestare documentară datează abia din 1602. Conform legendei, el a putut să apară pe la 1500, însă din lipsă de documente acest fapt nu poate fi confirmat. Știm doar că în secolul al XVII-lea o parte a lui i-a fost întărită lui Vlaico vătaf. Și tot în acel secol al XVII-lea proprietar al unei părți a Stăneștilor a fost Cerruiuca diac. Ar însemna aceasta că proprietarii cunoscuți ai Stăneștilor n-au fost boieri cu ranguri mari Ia curtea domnească, ci doar reprezentanți ai i clasei mijlocii? într-un anumit sens, vătaful juca rolul de supraveghetor al argaților și feciorilor de la o curte boierească. Dacă acel vătaf, Vlaico pe nume, deținea o j parte a Stăneștilor, atunci stăpân al celeilalte părți putea fi > un boier, care își avea acolo curtea și la care era angajat acel 1 Vlaico ce figurează într-un document semnalat de regretatul 1 istoric român Alexandru I. Gonța. Diacul nu putea fi decât un simplu dascăl și dacă așa au stat lucrurile, atunci putem deduce că în secolul al XVII-lea Ia Stănești exista o biserică. Dar lucrurile pot fi privite și altfel. Cu sensul de logofăt, vătaful era un dregător la curtea domnească. El putea fi căpetenie de ostași, putea conduce un anumit grup de dregători, de slujbași sau de oșteni ai domniei. Mai putea fi și boierul ce era însărcinat cu convocarea divanului. De asemenea, și diacul nu putea fi un simplu dascăl sau cântăreț bisericesc. El putea fi un scriitor de cancelarie, un grămătic sau uricar, adică un om învățat, cu științăâ de carte. Din acest unghi de vedere, proprietarii cunoscuți ai Stăneștilor au putut fi oameni cu funcții de răspundere la domnie și ar fi reprezentat elita-dregătorilor ei.
Oricum, satul care la 1638 era consemnat într-un document ca Stăneștii sub Codru, a fost întemeiat într-o poiană înconjurată de păduri seculare și a crescut prin metoda defrișării, adică a lăzuirii (tăierii sau arderii unor porțiuni de pădure). Acest lucru ne pare verosimil, întrucât până la începutul anilor 50 ai veacului XX pe teritoriul satului s-au păstrat huceaguri și dumbrăvi de stejari seculari, care au fost tăiați din ordinul celor ce voiau sa dovedească în fel și chip că kolhozul constituia o etapă calitativ nouă în viața stăneștenilor.
Din unele documente de arhivă se poate constata că teritoriul satului Stănești a fost mult mai mare decât în prezent. De pildă, o lungă perioadă de timp "Poienile" sau "Poiana" (actualul sat Poieni) a ținut de moșia învecinată Stănești. în Uricarul XXII, pag. 85-92, se menționează că la data de 13 decembrie 1767 hotarul Stăneștilor începea din capul moșiei Sinăuți, alături cu Tureatca, pe la Trei Movile, până la Movila Săpată, iar de aici, în sus, se mărginea cu Mihorenii, în Bahnă, și mai departe se întindea până la hotarul moșiei Privorochia. In alt document datat la 1782 se consemnează că satul Poiana (Poieni) aparținea de Stănești. Tot din acel document reiese și informația că la 1800 "Puienii sunt numiți și Stăneștii" sau, mai precis, Stăneștii de Jos.

## Demografie
Componența lingvistică a comunei Stănești
     Română (98,43%)
     Ucraineană (1,36%)
     Alte limbi (0,22%)
Conform recensământului din 2001, majoritatea populației comunei Stănești era vorbitoare de română (98,43%), existând în minoritate și vorbitori de ucraineană (1,36%).
1930: 955- Stăneștii de Jos și 715- Stăneștii de Sus (recensământ) 
1989: 2.418 (recensământ)
2007: 2.798 (estimare)

## Recensământul din 1930
Componența etnică a comunei Stănești (județul Rădăuți)
     Români (97,36%)
     Germani (0,84%)
     Evrei (1,8%)
Componența confesională a comunei Stănești
     Ortodocși (96,47%)
     Mozaici (1,8%)
     Altă religie (1,73%)
Conform recensământului efectuat în 1930, populația comunei Stănești (atunci comunele Stăneștii de Jos și Stăneștii de Sus) se ridica la 1670 locuitori. Majoritatea locuitorilor erau români (97,36%), cu o minoritate de germani (0,84%) și una de evrei (1,8%). Din punct de vedere confesional, majoritatea locuitorilor erau ortodocși (96,47%), dar existau și mozaici (1,8%). Alte persoane s-au declarat: romano-catolici (11 persoane), baptiști (15 persoane) și evanghelici\luterani (3 persoane).